# Turijský rajón
Turijský rajón (ukrajinsky Турійський район) byl rajón ve Volyňské oblasti na Ukrajině. Hlavním městem byl Turijsk a rajón měl přibližně 26 tisíc obyvatel. 

## Sídla v rajónu
- Turijsk